# Interlands Noors voetbalelftal 2010-2019
Deze pagina toont een chronologisch en gedetailleerd overzicht van de interlands die het Noors voetbalelftal speelde in de periode 2010 – 2019.

## Interlands

### 2010
|                                                              |           |                      |           |                                                                                  |
| 3 maart Vriendschappelijk № 747 «onderlinge duels» 17:00 uur | Slowakije | 0 – 1                | Noorwegen | Štadión pod Dubňom, Žilina Toeschouwers: 9.756 Scheidsrechter: Bas Nijhuis (NED) |
| 3 maart Vriendschappelijk № 747 «onderlinge duels» 17:00 uur |           | 67' Morten Moldskred |           | Štadión pod Dubňom, Žilina Toeschouwers: 9.756 Scheidsrechter: Bas Nijhuis (NED) |

|                                                             |                                                   |       |                   |                                                                                 |
| 29 mei Vriendschappelijk № 748 «onderlinge duels» 15:00 uur | Noorwegen                                         | 2 – 1 | Montenegro        | Ullevaalstadion, Oslo Toeschouwers: 13.132 Scheidsrechter: Jonas Eriksson (SWE) |
| 29 mei Vriendschappelijk № 748 «onderlinge duels» 15:00 uur | Christian Grindheim 44' Morten Gamst Pedersen 89' |       | 82' Mirko Vučinić | Ullevaalstadion, Oslo Toeschouwers: 13.132 Scheidsrechter: Jonas Eriksson (SWE) |

|                                                             |           |                    |          |                                                                             |
| 29 mei Vriendschappelijk № 749 «onderlinge duels» 15:00 uur | Noorwegen | 0 – 1              | Oekraïne | Ullevaalstadion, Oslo Toeschouwers: 10.178 Scheidsrechter: Kevin Blom (NED) |
| 29 mei Vriendschappelijk № 749 «onderlinge duels» 15:00 uur |           | 78' Roman Zozoelja |          | Ullevaalstadion, Oslo Toeschouwers: 10.178 Scheidsrechter: Kevin Blom (NED) |

|                                                                  |                                       |       |                    |                                                                                 |
| 11 augustus Vriendschappelijk № 750 «onderlinge duels» 21:15 uur | Noorwegen                             | 2 – 1 | Frankrijk          | Ullevaalstadion, Oslo Toeschouwers: 15.165 Scheidsrechter: Carlos Velasco (ESP) |
| 11 augustus Vriendschappelijk № 750 «onderlinge duels» 21:15 uur | Erik Huseklepp 51' Erik Huseklepp 71' |       | 48' Hatem Ben Arfa | Ullevaalstadion, Oslo Toeschouwers: 15.165 Scheidsrechter: Carlos Velasco (ESP) |

|                                                                        |                     |       |                                             |                                                                                  |
| 3 september EK-kwalificatie Groep H № 751 «onderlinge duels» 20:00 uur | IJsland             | 1 – 2 | Noorwegen                                   | Laugardalsvöllur, Reykjavík Toeschouwers: 6.137 Scheidsrechter: Luca Banti (ITA) |
| 3 september EK-kwalificatie Groep H № 751 «onderlinge duels» 20:00 uur | Heiðar Helguson 38' |       | 59' Brede Hangeland 75' Mohammed Abdellaoue | Laugardalsvöllur, Reykjavík Toeschouwers: 6.137 Scheidsrechter: Luca Banti (ITA) |

|                                                                        |                    |       |          |                                                                                  |
| 7 september EK-kwalificatie Groep H № 752 «onderlinge duels» 20:30 uur | Noorwegen          | 1 – 0 | Portugal | Ullevaalstadion, Oslo Toeschouwers: 24.535 Scheidsrechter: Laurent Duhamel (FRA) |
| 7 september EK-kwalificatie Groep H № 752 «onderlinge duels» 20:30 uur | Erik Huseklepp 21' |       |          | Ullevaalstadion, Oslo Toeschouwers: 24.535 Scheidsrechter: Laurent Duhamel (FRA) |

|                                                                      |                   |       |                                   |                                                                                               |
| 8 oktober EK-kwalificatie Groep H № 753 «onderlinge duels» 20:00 uur | Cyprus            | 1 – 2 | Noorwegen                         | Antonis Papadopoulosstadion, Larnaca Toeschouwers: 7.648 Scheidsrechter: Serge Gumienny (BEL) |
| 8 oktober EK-kwalificatie Groep H № 753 «onderlinge duels» 20:00 uur | Yiannis Okkas 58' |       | 2' John Arne Riise 42' John Carew | Antonis Papadopoulosstadion, Larnaca Toeschouwers: 7.648 Scheidsrechter: Serge Gumienny (BEL) |

|                                                                 |                                       |       |                         |                                                                                 |
| 12 oktober Vriendschappelijk № 754 «onderlinge duels» 20:15 uur | Kroatië                               | 2 – 1 | Noorwegen               | Maksimirstadion, Zagreb Toeschouwers: 3.000 Scheidsrechter: Damir Skomina (SLO) |
| 12 oktober Vriendschappelijk № 754 «onderlinge duels» 20:15 uur | Mario Mandžukić 35' Niko Kranjčar 50' |       | 21' Mohammed Abdellaoue | Maksimirstadion, Zagreb Toeschouwers: 3.000 Scheidsrechter: Damir Skomina (SLO) |

|                                                                  |                      |       |                                              |                                                                                    |
| 17 november Vriendschappelijk № 755 «onderlinge duels» 20:45 uur | Ierland              | 1 – 2 | Noorwegen                                    | Avivastadion, Dublin Toeschouwers: 25.000 Scheidsrechter: Kristinn Jakobsson (ISL) |
| 17 november Vriendschappelijk № 755 «onderlinge duels» 20:45 uur | Shane Long 5' (pen.) |       | 34' Morten Gamst Pedersen 86' Erik Huseklepp | Avivastadion, Dublin Toeschouwers: 25.000 Scheidsrechter: Kristinn Jakobsson (ISL) |

### 2011
|                                                                 |                        |       |           |                                                                          |
| 9 februari Vriendschappelijk № 756 «onderlinge duels» 20:30 uur | Polen                  | 1 – 0 | Noorwegen | Estádio Algarve, Faro Toeschouwers: 500 Scheidsrechter: Ivo Santos (POR) |
| 9 februari Vriendschappelijk № 756 «onderlinge duels» 20:30 uur | Robert Lewandowski 18' |       |           | Estádio Algarve, Faro Toeschouwers: 500 Scheidsrechter: Ivo Santos (POR) |

|                                                                     |                    |       |                      |                                                                                  |
| 26 maart EK-kwalificatie Groep H № 757 «onderlinge duels» 19:00 uur | Noorwegen          | 1 – 1 | Denemarken           | Ullevaalstadion, Oslo Toeschouwers: 24.828 Scheidsrechter: Gianluca Rocchi (ITA) |
| 26 maart EK-kwalificatie Groep H № 757 «onderlinge duels» 19:00 uur | Erik Huseklepp 81' |       | 27' Dennis Rommedahl | Ullevaalstadion, Oslo Toeschouwers: 24.828 Scheidsrechter: Gianluca Rocchi (ITA) |

|                                                                   |                    |       |           |                                                                                  |
| 4 juni EK-kwalificatie Groep H № 758 «onderlinge duels» 19:00 uur | Portugal           | 1 – 0 | Noorwegen | Estádio da Luz, Lissabon Toeschouwers: 47.829 Scheidsrechter: Cüneyt Çakır (TUR) |
| 4 juni EK-kwalificatie Groep H № 758 «onderlinge duels» 19:00 uur | Hélder Postiga 53' |       |           | Estádio da Luz, Lissabon Toeschouwers: 47.829 Scheidsrechter: Cüneyt Çakır (TUR) |

|                                                             |                           |       |          |                                                                                 |
| 7 juni Vriendschappelijk № 759 «onderlinge duels» 19:00 uur | Noorwegen                 | 1 – 0 | Litouwen | Ullevaalstadion, Oslo Toeschouwers: 12.945 Scheidsrechter: Stuart Attwell (ENG) |
| 7 juni Vriendschappelijk № 759 «onderlinge duels» 19:00 uur | Morten Gamst Pedersen 84' |       |          | Ullevaalstadion, Oslo Toeschouwers: 12.945 Scheidsrechter: Stuart Attwell (ENG) |

|                                                                  |                                                                            |       |          |                                                                             |
| 10 augustus Vriendschappelijk № 760 «onderlinge duels» 20:00 uur | Noorwegen                                                                  | 3 – 0 | Tsjechië | Ullevaalstadion, Oslo Toeschouwers: 12.734 Scheidsrechter: Alan Black (NIR) |
| 10 augustus Vriendschappelijk № 760 «onderlinge duels» 20:00 uur | Mohammed Abdellaoue 23' John Arne Riise 72' Mohammed Abdellaoue 89' (pen.) |       |          | Ullevaalstadion, Oslo Toeschouwers: 12.734 Scheidsrechter: Alan Black (NIR) |

|                                                                        |                                |       |         |                                                                                 |
| 2 september EK-kwalificatie Groep H № 761 «onderlinge duels» 20:00 uur | Noorwegen                      | 1 – 0 | IJsland | Ullevaalstadion, Oslo Toeschouwers: 22.381 Scheidsrechter: Ovidiu Haţegan (ROM) |
| 2 september EK-kwalificatie Groep H № 761 «onderlinge duels» 20:00 uur | Mohammed Abdellaoue 88' (pen.) |       |         | Ullevaalstadion, Oslo Toeschouwers: 22.381 Scheidsrechter: Ovidiu Haţegan (ROM) |

|                                                                        |                                           |       |           |                                                                               |
| 6 september EK-kwalificatie Groep H № 762 «onderlinge duels» 19:15 uur | Denemarken                                | 2 – 0 | Noorwegen | Parken, Kopenhagen Toeschouwers: 37.167 Scheidsrechter: Stéphane Lannoy (FRA) |
| 6 september EK-kwalificatie Groep H № 762 «onderlinge duels» 19:15 uur | Nicklas Bendtner 24' Nicklas Bendtner 44' |       |           | Parken, Kopenhagen Toeschouwers: 37.167 Scheidsrechter: Stéphane Lannoy (FRA) |

|                                                                       |                                                        |       |                   |                                                                                 |
| 11 oktober EK-kwalificatie Groep H № 763 «onderlinge duels» 20:15 uur | Noorwegen                                              | 3 – 1 | Cyprus            | Ullevaalstadion, Oslo Toeschouwers: 13.490 Scheidsrechter: William Collum (SCO) |
| 11 oktober EK-kwalificatie Groep H № 763 «onderlinge duels» 20:15 uur | Morten Gamst Pedersen 26' John Carew 34' Tom Høgli 65' |       | 42' Yiannis Okkas | Ullevaalstadion, Oslo Toeschouwers: 13.490 Scheidsrechter: William Collum (SCO) |

|                                                                  |                                                               |       |                    |                                                                                            |
| 12 november Vriendschappelijk № 764 «onderlinge duels» 16:00 uur | Wales                                                         | 4 – 1 | Noorwegen          | Cardiff City Stadium, Cardiff Toeschouwers: 12.600 Scheidsrechter: Gerhard Grobelnik (AUT) |
| 12 november Vriendschappelijk № 764 «onderlinge duels» 16:00 uur | Gareth Bale 11' Craig Bellamy 16' Sam Vokes 88' Sam Vokes 89' |       | 61' Erik Huseklepp | Cardiff City Stadium, Cardiff Toeschouwers: 12.600 Scheidsrechter: Gerhard Grobelnik (AUT) |

### 2012
|                                                                 |          |                      |           |                                                                                            |
| 18 januari Vriendschappelijk № 765 «onderlinge duels» 17:00 uur | Thailand | 0 – 1                | Noorwegen | Rajamangalastadion, Bangkok Toeschouwers: 20.000 Scheidsrechter: Mongkolchai Pechsri (THA) |
| 18 januari Vriendschappelijk № 765 «onderlinge duels» 17:00 uur |          | 83' Tore Reginiussen |           | Rajamangalastadion, Bangkok Toeschouwers: 20.000 Scheidsrechter: Mongkolchai Pechsri (THA) |

|                                                                  |               |                                                           |           |                                                                            |
| 29 februari Vriendschappelijk № 766 «onderlinge duels» 19:45 uur | Noord-Ierland | 0 – 3                                                     | Noorwegen | Windsor Park, Belfast Toeschouwers: 10.500 Scheidsrechter: Huw Jones (WAL) |
| 29 februari Vriendschappelijk № 766 «onderlinge duels» 19:45 uur |               | 44' Håvard Nordtveit 88' Tarik Elyounoussi 90' Espen Ruud |           | Windsor Park, Belfast Toeschouwers: 10.500 Scheidsrechter: Huw Jones (WAL) |

|                                                             |           |                 |          |                                                                                 |
| 26 mei Vriendschappelijk № 767 «onderlinge duels» 20:45 uur | Noorwegen | 0 – 1           | Engeland | Ullevaalstadion, Oslo Toeschouwers: 21.496 Scheidsrechter: Michael Weiner (GER) |
| 26 mei Vriendschappelijk № 767 «onderlinge duels» 20:45 uur |           | 9' Ashley Young |          | Ullevaalstadion, Oslo Toeschouwers: 21.496 Scheidsrechter: Michael Weiner (GER) |

|                                                             |                       |       |                      |                                                                                  |
| 2 juni Vriendschappelijk № 768 «onderlinge duels» 19:00 uur | Noorwegen             | 1 – 1 | Kroatië              | Ullevaalstadion, Oslo Toeschouwers: 14.208 Scheidsrechter: Sergej Karasjov (RUS) |
| 2 juni Vriendschappelijk № 768 «onderlinge duels» 19:00 uur | Tarik Elyounoussi 90' |       | 79' Eduardo da Silva | Ullevaalstadion, Oslo Toeschouwers: 14.208 Scheidsrechter: Sergej Karasjov (RUS) |

|                                                                  |                                         |       |                                                                     |                                                                             |
| 15 augustus Vriendschappelijk № 769 «onderlinge duels» 20:00 uur | Noorwegen                               | 2 – 3 | Griekenland                                                         | Ullevaalstadion, Oslo Toeschouwers: 13.680 Scheidsrechter: Alan Kelly (IRL) |
| 15 augustus Vriendschappelijk № 769 «onderlinge duels» 20:00 uur | Brede Hangeland 13' John Arne Riise 75' |       | 7' Vasilis Torosidis 11' Kyriakos Papadopoulos 56' Kostas Mitroglou | Ullevaalstadion, Oslo Toeschouwers: 13.680 Scheidsrechter: Alan Kelly (IRL) |

|                                                                        |                                         |       |           |                                                                                      |
| 7 september WK-kwalificatie Groep E № 770 «onderlinge duels» 19:45 uur | IJsland                                 | 2 – 0 | Noorwegen | Laugardalsvöllur, Reykjavík Toeschouwers: 8.451 Scheidsrechter: Antony Gautier (FRA) |
| 7 september WK-kwalificatie Groep E № 770 «onderlinge duels» 19:45 uur | Kári Árnason 21' Alfreð Finnbogason 81' |       |           | Laugardalsvöllur, Reykjavík Toeschouwers: 8.451 Scheidsrechter: Antony Gautier (FRA) |

|                                                                         |                                                   |       |                 |                                                                                |
| 11 september WK-kwalificatie Groep E № 771 «onderlinge duels» 20:00 uur | Noorwegen                                         | 2 – 1 | Slovenië        | Ullevaalstadion, Oslo Toeschouwers: 11.168 Scheidsrechter: Fırat Aydınus (TUR) |
| 11 september WK-kwalificatie Groep E № 771 «onderlinge duels» 20:00 uur | Markus Henriksen 26' John Arne Riise 90+4' (pen.) |       | 16' Marko Šuler | Ullevaalstadion, Oslo Toeschouwers: 11.168 Scheidsrechter: Fırat Aydınus (TUR) |

|                                                                       |                      |       |                     |                                                                                  |
| 12 oktober WK-kwalificatie Groep E № 772 «onderlinge duels» 20:30 uur | Zwitserland          | 1 – 1 | Noorwegen           | Stade de Suisse, Bern Toeschouwers: 31.516 Scheidsrechter: David Fernández (ESP) |
| 12 oktober WK-kwalificatie Groep E № 772 «onderlinge duels» 20:30 uur | Mario Gavranović 79' |       | 81' Brede Hangeland | Stade de Suisse, Bern Toeschouwers: 31.516 Scheidsrechter: David Fernández (ESP) |

|                                                                       |                          |       |                                                                  |                                                                                          |
| 16 oktober WK-kwalificatie Groep E № 773 «onderlinge duels» 20:30 uur | Cyprus                   | 1 – 3 | Noorwegen                                                        | Antonis Papadopoulosstadion, Larnaca Toeschouwers: 3.500 Scheidsrechter: Paweł Gil (POL) |
| 16 oktober WK-kwalificatie Groep E № 773 «onderlinge duels» 20:30 uur | Eustathios Aloneftis 42' |       | 44' Brede Hangeland 81' (pen.) Tarik Elyounoussi 83' Joshua King | Antonis Papadopoulosstadion, Larnaca Toeschouwers: 3.500 Scheidsrechter: Paweł Gil (POL) |

|                                                                  |           |                                            |           |                                                                                             |
| 13 november Vriendschappelijk № 774 «onderlinge duels» 20:00 uur | Hongarije | 0 – 2                                      | Noorwegen | Szusza Ferencstadion, Boedapest Toeschouwers: 16.000 Scheidsrechter: Marijo Strahonja (CRO) |
| 13 november Vriendschappelijk № 774 «onderlinge duels» 20:00 uur |           | 39' Håvard Nielsen 79' Mohammed Abdellaoue |           | Szusza Ferencstadion, Boedapest Toeschouwers: 16.000 Scheidsrechter: Marijo Strahonja (CRO) |

### 2013
|                                                                |             |                       |           |                                                                                         |
| 8 januari Vriendschappelijk № 775 «onderlinge duels» 19:15 uur | Zuid-Afrika | 0 – 1                 | Noorwegen | Groenpuntstadion, Kaapstad Toeschouwers: 32.000 Scheidsrechter: Rainhold Shikongo (NAM) |
| 8 januari Vriendschappelijk № 775 «onderlinge duels» 19:15 uur |             | 41' Tarik Elyounoussi |           | Groenpuntstadion, Kaapstad Toeschouwers: 32.000 Scheidsrechter: Rainhold Shikongo (NAM) |

|                                                                 |        |       |           |                                                                                          |
| 12 januari Vriendschappelijk № 776 «onderlinge duels» 13:00 uur | Zambia | 0 – 0 | Noorwegen | Levy Mwanawasastadion, Ndola Toeschouwers: 18.000 Scheidsrechter: Victor Hlungwani (RSA) |
| 12 januari Vriendschappelijk № 776 «onderlinge duels» 13:00 uur |        |       |           | Levy Mwanawasastadion, Ndola Toeschouwers: 18.000 Scheidsrechter: Victor Hlungwani (RSA) |

|                                                                 |           |                                            |          |                                                                                            |
| 6 februari Vriendschappelijk № 777 «onderlinge duels» 18:00 uur | Noorwegen | 0 – 2                                      | Oekraïne | Estadio de La Cartuja, Sevilla Toeschouwers: 1.500 Scheidsrechter: Carlos Clos Gómez (ESP) |
| 6 februari Vriendschappelijk № 777 «onderlinge duels» 18:00 uur |           | 17' Mykola Morozjoek 42' Andrij Jarmolenko |          | Estadio de La Cartuja, Sevilla Toeschouwers: 1.500 Scheidsrechter: Carlos Clos Gómez (ESP) |

|                                                                     |           |                  |         |                                                                            |
| 22 maart WK-kwalificatie Groep E № 778 «onderlinge duels» 19:00 uur | Noorwegen | 0 – 1            | Albanië | Ullevaalstadion, Oslo Toeschouwers: 1.500 Scheidsrechter: Kevin Blom (NED) |
| 22 maart WK-kwalificatie Groep E № 778 «onderlinge duels» 19:00 uur |           | 67' Hamdi Salihi |         | Ullevaalstadion, Oslo Toeschouwers: 1.500 Scheidsrechter: Kevin Blom (NED) |

|                                                                   |                 |       |               |                                                                                      |
| 7 juni WK-kwalificatie Groep E № 779 «onderlinge duels» 20:30 uur | Albanië         | 1 – 1 | Noorwegen     | Qemal Stafastadion, Tirana Toeschouwers: 16.900 Scheidsrechter: William Collum (SCO) |
| 7 juni WK-kwalificatie Groep E № 779 «onderlinge duels» 20:30 uur | Valdet Rama 41' |       | 87' Tom Høgli | Qemal Stafastadion, Tirana Toeschouwers: 16.900 Scheidsrechter: William Collum (SCO) |

|                                                              |                                            |       |           |                                                                             |
| 11 juni Vriendschappelijk № 780 «onderlinge duels» 18:00 uur | Noorwegen                                  | 2 – 0 | Macedonië | Ullevaalstadion, Oslo Toeschouwers: 8.756 Scheidsrechter: Liran Liany (ISR) |
| 11 juni Vriendschappelijk № 780 «onderlinge duels» 18:00 uur | Per Ciljan Skjelbred 9' Daniel Braaten 79' |       |           | Ullevaalstadion, Oslo Toeschouwers: 8.756 Scheidsrechter: Liran Liany (ISR) |

|                                                                  |                                                                                         |       |                                                    |                                                                                |
| 14 augustus Vriendschappelijk № 781 «onderlinge duels» 20:00 uur | Zweden                                                                                  | 4 – 2 | Noorwegen                                          | Friends Arena, Solna Toeschouwers: 13.438 Scheidsrechter: Michael Oliver (ENG) |
| 14 augustus Vriendschappelijk № 781 «onderlinge duels» 20:00 uur | Zlatan Ibrahimović 2' Zlatan Ibrahimović 28' Zlatan Ibrahimović 57' Anders Svensson 75' |       | 38' (pen.) Mohammed Abdellaoue 43' Stefan Johansen | Friends Arena, Solna Toeschouwers: 13.438 Scheidsrechter: Michael Oliver (ENG) |

|                                                                        |                                       |       |        |                                                                              |
| 6 september WK-kwalificatie Groep E № 782 «onderlinge duels» 19:00 uur | Noorwegen                             | 2 – 0 | Cyprus | Ullevaalstadion, Oslo Toeschouwers: 11.295 Scheidsrechter: Kenn Hansen (DEN) |
| 6 september WK-kwalificatie Groep E № 782 «onderlinge duels» 19:00 uur | Tarik Elyounoussi 43' Joshua King 66' |       |        | Ullevaalstadion, Oslo Toeschouwers: 11.295 Scheidsrechter: Kenn Hansen (DEN) |

|                                                                         |           |                                   |             |                                                                              |
| 10 september WK-kwalificatie Groep E № 783 «onderlinge duels» 19:00 uur | Noorwegen | 0 – 2                             | Zwitserland | Ullevaalstadion, Oslo Toeschouwers: 16.631 Scheidsrechter: Howard Webb (ENG) |
| 10 september WK-kwalificatie Groep E № 783 «onderlinge duels» 19:00 uur |           | 12' Fabian Schär 51' Fabian Schär |             | Ullevaalstadion, Oslo Toeschouwers: 16.631 Scheidsrechter: Howard Webb (ENG) |

|                                                                       |                                                                      |       |           |                                                                                        |
| 11 oktober WK-kwalificatie Groep E № 784 «onderlinge duels» 20:45 uur | Slovenië                                                             | 3 – 0 | Noorwegen | Ljudski vrt-stadion, Maribor Toeschouwers: 10.890 Scheidsrechter: Carlos Velasco (ESP) |
| 11 oktober WK-kwalificatie Groep E № 784 «onderlinge duels» 20:45 uur | Milivoje Novakovič 13' Milivoje Novakovič 15' Milivoje Novakovič 49' |       |           | Ljudski vrt-stadion, Maribor Toeschouwers: 10.890 Scheidsrechter: Carlos Velasco (ESP) |

|                                                                       |                    |       |                          |                                                                                   |
| 15 oktober WK-kwalificatie Groep E № 785 «onderlinge duels» 20:00 uur | Noorwegen          | 1 – 1 | IJsland                  | Ullevaalstadion, Oslo Toeschouwers: 6.796 Scheidsrechter: Paolo Tagliavento (ITA) |
| 15 oktober WK-kwalificatie Groep E № 785 «onderlinge duels» 20:00 uur | Daniel Braaten 30' |       | 12' Kolbeinn Sigthórsson | Ullevaalstadion, Oslo Toeschouwers: 6.796 Scheidsrechter: Paolo Tagliavento (ITA) |

|                                                                  |                                        |       |                     |                                                                                   |
| 15 november Vriendschappelijk № 786 «onderlinge duels» 19:00 uur | Denemarken                             | 2 – 1 | Noorwegen           | MCH Arena, Herning Toeschouwers: 5.600 Scheidsrechter: Robert Schörgenhofer (AUT) |
| 15 november Vriendschappelijk № 786 «onderlinge duels» 19:00 uur | William Kvist 14' Nicolai Boilesen 90' |       | 78' Marcus Pedersen | MCH Arena, Herning Toeschouwers: 5.600 Scheidsrechter: Robert Schörgenhofer (AUT) |

|                                                                  |           |                 |           |                                                                                   |
| 19 november Vriendschappelijk № 787 «onderlinge duels» 19:00 uur | Noorwegen | 0 – 1           | Schotland | Akerstadion, Molde Toeschouwers: 9.751 Scheidsrechter: Markus Strömbergsson (SWE) |
| 19 november Vriendschappelijk № 787 «onderlinge duels» 19:00 uur |           | 61' Scott Brown |           | Akerstadion, Molde Toeschouwers: 9.751 Scheidsrechter: Markus Strömbergsson (SWE) |

### 2014
|                                                                 |                      |       |                                          |                                                                                              |
| 15 januari Vriendschappelijk № 788 «onderlinge duels» 17:00 uur | Moldavië             | 1 – 2 | Noorwegen                                | Mohammed Bin Zayidstadion, Abu Dhabi Toeschouwers: 100 Scheidsrechter: Fahad Al-Kassar (UAE) |
| 15 januari Vriendschappelijk № 788 «onderlinge duels» 17:00 uur | Veaceslav Posmac 29' |       | 45+2' Ola Kamara 67' Yann-Erik de Lanlay | Mohammed Bin Zayidstadion, Abu Dhabi Toeschouwers: 100 Scheidsrechter: Fahad Al-Kassar (UAE) |

|                                                                 |                                                            |       |           |                                                                                           |
| 18 januari Vriendschappelijk № 789 «onderlinge duels» 17:00 uur | Polen                                                      | 3 – 0 | Noorwegen | Mohammed Bin Zayidstadion, Abu Dhabi Toeschouwers: 250 Scheidsrechter: Rami Alkaabi (BHR) |
| 18 januari Vriendschappelijk № 789 «onderlinge duels» 17:00 uur | Tomasz Brzyski 21' Michał Kucharczyk 47' Karol Linetty 56' |       |           | Mohammed Bin Zayidstadion, Abu Dhabi Toeschouwers: 250 Scheidsrechter: Rami Alkaabi (BHR) |

|                                                              |                                   |       |                                                 |                                                                           |
| 5 maart Vriendschappelijk № 790 «onderlinge duels» 18:30 uur | Tsjechië                          | 2 – 2 | Noorwegen                                       | Eden Aréna, Praag Toeschouwers: 17.039 Scheidsrechter: Cüneyt Çakır (TUR) |
| 5 maart Vriendschappelijk № 790 «onderlinge duels» 18:30 uur | Tomáš Rosický 11' Matěj Vydra 39' |       | 21' Tarik Elyounoussi 88' Morten Gamst Pedersen | Eden Aréna, Praag Toeschouwers: 17.039 Scheidsrechter: Cüneyt Çakır (TUR) |

|                                                             |                                                                    |       |           |                                                                                         |
| 27 mei Vriendschappelijk № 791 «onderlinge duels» 20:00 uur | Frankrijk                                                          | 4 – 0 | Noorwegen | Stade de France, Saint-Denis Toeschouwers: 75.000 Scheidsrechter: Padraigh Sutton (IRL) |
| 27 mei Vriendschappelijk № 791 «onderlinge duels» 20:00 uur | Paul Pogba 15' Olivier Giroud 51' Loïc Rémy 67' Olivier Giroud 69' |       |           | Stade de France, Saint-Denis Toeschouwers: 75.000 Scheidsrechter: Padraigh Sutton (IRL) |

|                                                             |                      |       |                |                                                                                   |
| 31 mei Vriendschappelijk № 792 «onderlinge duels» 16:00 uur | Noorwegen            | 1 – 1 | Rusland        | Ullevaalstadion, Oslo Toeschouwers: 11.486 Scheidsrechter: Stephan Klossner (SUI) |
| 31 mei Vriendschappelijk № 792 «onderlinge duels» 16:00 uur | Anders Konradsen 77' |       | 3' Oleg Sjatov | Ullevaalstadion, Oslo Toeschouwers: 11.486 Scheidsrechter: Stephan Klossner (SUI) |

|                                                                  |           |       |        |                                                                                                  |
| 27 augustus Vriendschappelijk № 793 «onderlinge duels» 18:30 uur | Noorwegen | 0 – 0 | V.A.E. | Vikingstadion, Stavanger Toeschouwers: 7.611 Scheidsrechter: Mads-Kristoffer Kristoffersen (DEN) |
| 27 augustus Vriendschappelijk № 793 «onderlinge duels» 18:30 uur |           |       |        | Vikingstadion, Stavanger Toeschouwers: 7.611 Scheidsrechter: Mads-Kristoffer Kristoffersen (DEN) |

|                                                                  |                         |       |           |                                                                                |
| 3 september Vriendschappelijk № 794 «onderlinge duels» 20:00 uur | Engeland                | 1 – 0 | Noorwegen | Wembley Stadium, Londen Toeschouwers: 40.181 Scheidsrechter: Jorge Sousa (POR) |
| 3 september Vriendschappelijk № 794 «onderlinge duels» 20:00 uur | Wayne Rooney 68' (pen.) |       |           | Wembley Stadium, Londen Toeschouwers: 40.181 Scheidsrechter: Jorge Sousa (POR) |

|                                                                        |           |                                      |        |                                                                                |
| 9 september EK-kwalificatie Groep H № 795 «onderlinge duels» 20:45 uur | Noorwegen | 0 – 2                                | Italië | Ullevaalstadion, Oslo Toeschouwers: 26.265 Scheidsrechter: Milorad Mažić (SRB) |
| 9 september EK-kwalificatie Groep H № 795 «onderlinge duels» 20:45 uur |           | 16' Simone Zaza 62' Leonardo Bonucci |        | Ullevaalstadion, Oslo Toeschouwers: 26.265 Scheidsrechter: Milorad Mažić (SRB) |

|                                                                       |       |                                                       |           |                                                                                    |
| 10 oktober EK-kwalificatie Groep H № 796 «onderlinge duels» 20:45 uur | Malta | 0 – 3                                                 | Noorwegen | Ta' Qalistadion, Ta' Qali Toeschouwers: 8.076 Scheidsrechter: Antony Gautier (FRA) |
| 10 oktober EK-kwalificatie Groep H № 796 «onderlinge duels» 20:45 uur |       | 22' Mats Møller Dæhli 26' Joshua King 49' Joshua King |           | Ta' Qalistadion, Ta' Qali Toeschouwers: 8.076 Scheidsrechter: Antony Gautier (FRA) |

|                                                                       |                                          |       |                     |                                                                                       |
| 13 oktober EK-kwalificatie Groep H № 797 «onderlinge duels» 20:45 uur | Noorwegen                                | 2 – 1 | Bulgarije           | Ullevaalstadion, Oslo Toeschouwers: 18.990 Scheidsrechter: Olegário Benquerença (POR) |
| 13 oktober EK-kwalificatie Groep H № 797 «onderlinge duels» 20:45 uur | Tarik Elyounoussi 13' Håvard Nielsen 72' |       | 43' Nikolay Bodurov | Ullevaalstadion, Oslo Toeschouwers: 18.990 Scheidsrechter: Olegário Benquerença (POR) |

|                                                                  |           |                          |         |                                                                                |
| 12 november Vriendschappelijk № 798 «onderlinge duels» 20:00 uur | Noorwegen | 0 – 1                    | Estland | Ullevaalstadion, Oslo Toeschouwers: 9.580 Scheidsrechter: Martin Hansson (SWE) |
| 12 november Vriendschappelijk № 798 «onderlinge duels» 20:00 uur |           | 24' Konstantin Vassiljev |         | Ullevaalstadion, Oslo Toeschouwers: 9.580 Scheidsrechter: Martin Hansson (SWE) |

|                                                                        |              |                      |           |                                                                                  |
| 16 november EK-kwalificatie Groep H № 799 «onderlinge duels» 18:00 uur | Azerbeidzjan | 0 – 1                | Noorwegen | Bakcell Arena, Bakoe Toeschouwers: 8.000 Scheidsrechter: Yevhen Aranovskyi (UKR) |
| 16 november EK-kwalificatie Groep H № 799 «onderlinge duels» 18:00 uur |              | 25' Håvard Nordtveit |           | Bakcell Arena, Bakoe Toeschouwers: 8.000 Scheidsrechter: Yevhen Aranovskyi (UKR) |

### 2015
|                                                                     | |       |                      |                                                                                            |
| 28 maart EK-kwalificatie Groep H № 800 «onderlinge duels» 18:00 uur | Kroatië                                                                                            | 5 – 1 | Noorwegen            | Maksimirstadion, Zagreb Toeschouwers: 23.912 Scheidsrechter: Carlos Velasco Carballo (ESP) |
| 28 maart EK-kwalificatie Groep H № 800 «onderlinge duels» 18:00 uur | Marcelo Brozović 30' Ivan Perišić 54' Ivica Olić 65' Gordon Schildenfeld 87' Danijel Pranjić 90+4' |       | 81' Alexander Tettey | Maksimirstadion, Zagreb Toeschouwers: 23.912 Scheidsrechter: Carlos Velasco Carballo (ESP) |

|                                                             |           |       |        |                                                                                 |
| 8 juni Vriendschappelijk № 801 «onderlinge duels» 20:00 uur | Noorwegen | 0 – 0 | Zweden | Ullevaalstadion, Oslo Toeschouwers: 26.659 Scheidsrechter: Anthony Taylor (ENG) |
| 8 juni Vriendschappelijk № 801 «onderlinge duels» 20:00 uur |           |       |        | Ullevaalstadion, Oslo Toeschouwers: 26.659 Scheidsrechter: Anthony Taylor (ENG) |

|                                                                    |           |       |              |                                                                            |
| 12 juni EK-kwalificatie Groep H № 802 «onderlinge duels» 20:45 uur | Noorwegen | 0 – 0 | Azerbeidzjan | Ullevaalstadion, Oslo Toeschouwers: 21.228 Scheidsrechter: Paweł Gil (POL) |
| 12 juni EK-kwalificatie Groep H № 802 «onderlinge duels» 20:45 uur |           |       |              | Ullevaalstadion, Oslo Toeschouwers: 21.228 Scheidsrechter: Paweł Gil (POL) |

|                                                                        |           |                   |           |                                                                                              |
| 3 september EK-kwalificatie Groep H № 803 «onderlinge duels» 18:00 uur | Bulgarije | 0 – 1             | Noorwegen | Vasil Levski Nationaal Stadion, Sofia Toeschouwers: 11.459 Scheidsrechter: Bas Nijhuis (NED) |
| 3 september EK-kwalificatie Groep H № 803 «onderlinge duels» 18:00 uur |           | 57' Vegard Forren |           | Vasil Levski Nationaal Stadion, Sofia Toeschouwers: 11.459 Scheidsrechter: Bas Nijhuis (NED) |

|                                                                        |                                       |       |         |                                                                                |
| 6 september EK-kwalificatie Groep H № 804 «onderlinge duels» 18:00 uur | Noorwegen                             | 2 – 0 | Kroatië | Ullevaalstadion, Oslo Toeschouwers: 26.751 Scheidsrechter: Viktor Kassai (HUN) |
| 6 september EK-kwalificatie Groep H № 804 «onderlinge duels» 18:00 uur | Jo Inge Berget 51' Jo Inge Berget 69' |       |         | Ullevaalstadion, Oslo Toeschouwers: 26.751 Scheidsrechter: Viktor Kassai (HUN) |

|                                                                       |                                              |       |       |                                                                                |
| 10 oktober EK-kwalificatie Groep H № 805 «onderlinge duels» 20:45 uur | Noorwegen                                    | 2 – 0 | Malta | Ullevaalstadion, Oslo Toeschouwers: 27.120 Scheidsrechter: Arnold Hunter (NIR) |
| 10 oktober EK-kwalificatie Groep H № 805 «onderlinge duels» 20:45 uur | Alexander Tettey 19' Alexander Søderlund 52' |       |       | Ullevaalstadion, Oslo Toeschouwers: 27.120 Scheidsrechter: Arnold Hunter (NIR) |

|                                                                       |                                            |       |                      |                                                                                |
| 13 oktober EK-kwalificatie Groep H № 806 «onderlinge duels» 20:45 uur | Italië                                     | 2 – 1 | Noorwegen            | Olympisch Stadion, Rome Toeschouwers: 30.000 Scheidsrechter: Felix Brych (GER) |
| 13 oktober EK-kwalificatie Groep H № 806 «onderlinge duels» 20:45 uur | Alessandro Florenzi 73' Graziano Pellè 82' |       | 23' Alexander Tettey | Olympisch Stadion, Rome Toeschouwers: 30.000 Scheidsrechter: Felix Brych (GER) |

|                                                                         |           |                         |           |                                                                                   |
| 12 november EK-kwalificatie Play-off № 807 «onderlinge duels» 20:45 uur | Noorwegen | 0 – 1                   | Hongarije | Ullevaalstadion, Oslo Toeschouwers: 27.182 Scheidsrechter: Mark Clattenburg (ENG) |
| 12 november EK-kwalificatie Play-off № 807 «onderlinge duels» 20:45 uur |           | 26' László Kleinheisler |           | Ullevaalstadion, Oslo Toeschouwers: 27.182 Scheidsrechter: Mark Clattenburg (ENG) |

|                                                                         |                                               |       |                      |                                                                                     |
| 15 november EK-kwalificatie Play-off № 808 «onderlinge duels» 20:45 uur | Hongarije                                     | 2 – 1 | Noorwegen            | Groupama Arena, Boedapest Toeschouwers: 22.168 Scheidsrechter: Carlos Velasco (ESP) |
| 15 november EK-kwalificatie Play-off № 808 «onderlinge duels» 20:45 uur | Tamás Priskin 14' Markus Henriksen 83' (e.d.) |       | 87' Markus Henriksen | Groupama Arena, Boedapest Toeschouwers: 22.168 Scheidsrechter: Carlos Velasco (ESP) |

### 2016
|                                                               |         |       |           |                                                                                  |
| 24 maart Vriendschappelijk № 811 «onderlinge duels» 18:00 uur | Estland | 0 – 0 | Noorwegen | A. Le Coq Arena, Tallinn Toeschouwers: 2.892 Scheidsrechter: Andrew Dallas (SCO) |
| 24 maart Vriendschappelijk № 811 «onderlinge duels» 18:00 uur |         |       |           | A. Le Coq Arena, Tallinn Toeschouwers: 2.892 Scheidsrechter: Andrew Dallas (SCO) |

|                                                               |                                        |       |         |                                                                            |
| 29 maart Vriendschappelijk № 812 «onderlinge duels» 18:00 uur | Noorwegen                              | 2 – 0 | Finland | Ullevaalstadion, Oslo Toeschouwers: 4.675 Scheidsrechter: Neil Doyle (IRL) |
| 29 maart Vriendschappelijk № 812 «onderlinge duels» 18:00 uur | Jo Inge Berget 57' Stefan Johansen 84' |       |         | Ullevaalstadion, Oslo Toeschouwers: 4.675 Scheidsrechter: Neil Doyle (IRL) |

|                                                             |                                                     |       |           |                                                                                    |
| 29 mei Vriendschappelijk № 813 «onderlinge duels» 20:45 uur | Portugal                                            | 3 – 0 | Noorwegen | Estádio do Dragão, Porto Toeschouwers: 34.275 Scheidsrechter: Padraig Sutton (IRL) |
| 29 mei Vriendschappelijk № 813 «onderlinge duels» 20:45 uur | Ricardo Quaresma 13' Raphaël Guerreiro 65' Éder 70' |       |           | Estádio do Dragão, Porto Toeschouwers: 34.275 Scheidsrechter: Padraig Sutton (IRL) |

|                                                             |                                                                |       |                                                      |                                                                              |
| 1 juni Vriendschappelijk № 814 «onderlinge duels» 20:45 uur | Noorwegen                                                      | 3 – 2 | IJsland                                              | Ullevaalstadion, Oslo Toeschouwers: 9.568 Scheidsrechter: Kevin Clancy (SCO) |
| 1 juni Vriendschappelijk № 814 «onderlinge duels» 20:45 uur | Stefan Johansen 1' Pål André Helland 41' Alexander Sørloth 67' |       | 36' Sverrir Ingi Ingason 81' (pen.) Gylfi Sigurðsson | Ullevaalstadion, Oslo Toeschouwers: 9.568 Scheidsrechter: Kevin Clancy (SCO) |

|                                                             |                                                    |       |                                   |                                                                                            |
| 5 juni Vriendschappelijk № 815 «onderlinge duels» 18:00 uur | België                                             | 3 – 2 | Noorwegen                         | Koning Boudewijnstadion, Brussel Toeschouwers: 42.196 Scheidsrechter: Tobias Stieler (GER) |
| 5 juni Vriendschappelijk № 815 «onderlinge duels» 18:00 uur | Romelu Lukaku 3' Eden Hazard 70' Laurent Ciman 73' |       | 21' Joshua King 48' Veton Berisha | Koning Boudewijnstadion, Brussel Toeschouwers: 42.196 Scheidsrechter: Tobias Stieler (GER) |

|                                                                  |           |                    |             |                                                                             |
| 31 augustus Vriendschappelijk № 816 «onderlinge duels» 18:30 uur | Noorwegen | 0 – 1              | Wit-Rusland | Ullevaalstadion, Oslo Toeschouwers: 7.180 Scheidsrechter: Jacob Bille (DEN) |
| 31 augustus Vriendschappelijk № 816 «onderlinge duels» 18:30 uur |           | 57' Sergej Krivets |             | Ullevaalstadion, Oslo Toeschouwers: 7.180 Scheidsrechter: Jacob Bille (DEN) |

|                                                                        |           |                                                        |           |                                                                                 |
| 4 september WK-kwalificatie Groep C № 817 «onderlinge duels» 20:45 uur | Noorwegen | 0 – 3                                                  | Duitsland | Ullevaalstadion, Oslo Toeschouwers: 26.793 Scheidsrechter: William Collum (SCO) |
| 4 september WK-kwalificatie Groep C № 817 «onderlinge duels» 20:45 uur |           | 15' Thomas Müller 45' Joshua Kimmich 60' Thomas Müller |           | Ullevaalstadion, Oslo Toeschouwers: 26.793 Scheidsrechter: William Collum (SCO) |

|                                                                      |                     |       |           |                                                                                 |
| 8 oktober WK-kwalificatie Groep C № 818 «onderlinge duels» 20:45 uur | Azerbeidzjan        | 1 – 0 | Noorwegen | Olympisch Stadion, Bakoe Toeschouwers: 27.000 Scheidsrechter: Liran Liany (ISR) |
| 8 oktober WK-kwalificatie Groep C № 818 «onderlinge duels» 20:45 uur | Maksim Medvedev 11' |       |           | Olympisch Stadion, Bakoe Toeschouwers: 27.000 Scheidsrechter: Liran Liany (ISR) |

|                                                                       |                                                                                     |       |                       |                                                                                |
| 11 oktober WK-kwalificatie Groep C № 819 «onderlinge duels» 20:45 uur | Noorwegen                                                                           | 4 – 1 | San Marino            | Ullevaalstadion, Oslo Toeschouwers: 8.214 Scheidsrechter: Benoît Bastien (FRA) |
| 11 oktober WK-kwalificatie Groep C № 819 «onderlinge duels» 20:45 uur | Davide Simoncini 11' (e.d.) Adama Diomande 77' Martin Samuelsen 82' Joshua King 83' |       | 54' Mattia Stefanelli | Ullevaalstadion, Oslo Toeschouwers: 8.214 Scheidsrechter: Benoît Bastien (FRA) |

|                                                                        |                                         |       |                 |                                                                          |
| 11 november WK-kwalificatie Groep C № 820 «onderlinge duels» 20:45 uur | Tsjechië                                | 2 – 1 | Noorwegen       | Eden Aréna, Praag Toeschouwers: 16.411 Scheidsrechter: Bas Nijhuis (NED) |
| 11 november WK-kwalificatie Groep C № 820 «onderlinge duels» 20:45 uur | Michael Krmenčík 11' Jaromír Zmrhal 47' |       | 86' Joshua King | Eden Aréna, Praag Toeschouwers: 16.411 Scheidsrechter: Bas Nijhuis (NED) |

### 2017
|                                                                     |                                    |       |           |                                                                                |
| 26 maart WK-kwalificatie Groep C № 821 «onderlinge duels» 20:45 uur | Noord-Ierland                      | 2 – 0 | Noorwegen | Windsor Park, Belfast Toeschouwers: 18.161 Scheidsrechter: Hüseyin Göçek (TUR) |
| 26 maart WK-kwalificatie Groep C № 821 «onderlinge duels» 20:45 uur | Jamie Ward 2' Conor Washington 33' |       |           | Windsor Park, Belfast Toeschouwers: 18.161 Scheidsrechter: Hüseyin Göçek (TUR) |

|                                                                    |                            |       |                         |                                                                                 |
| 10 juni WK-kwalificatie Groep C № 822 «onderlinge duels» 20:45 uur | Noorwegen                  | 1 – 1 | Tsjechië                | Ullevaalstadion, Oslo Toeschouwers: 12.179 Scheidsrechter: Andre Marriner (ENG) |
| 10 juni WK-kwalificatie Groep C № 822 «onderlinge duels» 20:45 uur | Theodor Gebre Selassie 36' |       | 55' Alexander Søderlund | Ullevaalstadion, Oslo Toeschouwers: 12.179 Scheidsrechter: Andre Marriner (ENG) |

|                                                              |                         |       |                       |                                                                                   |
| 13 juni Vriendschappelijk № 823 «onderlinge duels» 20:45 uur | Noorwegen               | 1 – 1 | Zweden                | Ullevaalstadion, Oslo Toeschouwers: 11.940 Scheidsrechter: Daniel Stefanski (POL) |
| 13 juni Vriendschappelijk № 823 «onderlinge duels» 20:45 uur | Mohamed Elyounoussi 44' |       | 81' Samuel Armenteros | Ullevaalstadion, Oslo Toeschouwers: 11.940 Scheidsrechter: Daniel Stefanski (POL) |

|                                                                        |                                                 |       |              |                                                                                  |
| 1 september WK-kwalificatie Groep C № 824 «onderlinge duels» 20:45 uur | Noorwegen                                       | 2 – 0 | Azerbeidzjan | Ullevaalstadion, Oslo Toeschouwers: 8.529 Scheidsrechter: Daniel Stefanski (POL) |
| 1 september WK-kwalificatie Groep C № 824 «onderlinge duels» 20:45 uur | Joshua King 32' (pen.) Rəşad Sadıqov 59' (e.d.) |       |              | Ullevaalstadion, Oslo Toeschouwers: 8.529 Scheidsrechter: Daniel Stefanski (POL) |

|                                                                        | |       |           |                                                                                             |
| 4 september WK-kwalificatie Groep C № 825 «onderlinge duels» 20:45 uur | Duitsland                                                                                           | 6 – 0 | Noorwegen | Mercedes-Benz Arena, Stuttgart Toeschouwers: 53.814 Scheidsrechter: Gediminas Mažeika (LTU) |
| 4 september WK-kwalificatie Groep C № 825 «onderlinge duels» 20:45 uur | Mesut Özil 10' Julian Draxler 17' Timo Werner 21' Timo Werner 40' Leon Goretzka 50' Mario Gómez 79' |       |           | Mercedes-Benz Arena, Stuttgart Toeschouwers: 53.814 Scheidsrechter: Gediminas Mažeika (LTU) |

|                                                                      |            | |           |                                                                                     |
| 5 oktober WK-kwalificatie Groep C № 826 «onderlinge duels» 20:45 uur | San Marino | 0 – 8 | Noorwegen | Stadio Olimpico, Serravalle Toeschouwers: 1.922 Scheidsrechter: Andrew Dallas (SCO) |
| 5 oktober WK-kwalificatie Groep C № 826 «onderlinge duels» 20:45 uur |            | 8' Markus Henriksen 14' (pen.) Joshua King 17' Joshua King 39' Mohamed Elyounoussi 48' Mohamed Elyounoussi 58' Ole Selnæs 68' Mohamed Elyounoussi 86' Martin Linnes |           | Stadio Olimpico, Serravalle Toeschouwers: 1.922 Scheidsrechter: Andrew Dallas (SCO) |

|                                                                      |                        |       |               |                                                                                |
| 8 oktober WK-kwalificatie Groep C № 827 «onderlinge duels» 20:45 uur | Noorwegen              | 1 – 0 | Noord-Ierland | Ullevaalstadion, Oslo Toeschouwers: 10.244 Scheidsrechter: Sergiej Bojko (UKR) |
| 8 oktober WK-kwalificatie Groep C № 827 «onderlinge duels» 20:45 uur | Chris Brunt 71' (e.d.) |       |               | Ullevaalstadion, Oslo Toeschouwers: 10.244 Scheidsrechter: Sergiej Bojko (UKR) |

|                                                                  |                                      |       |           |                                                                                   |
| 11 november Vriendschappelijk № 828 «onderlinge duels» 18:30 uur | Macedonië                            | 2 – 0 | Noorwegen | Telekom Arena, Skopje Toeschouwers: 3.000 Scheidsrechter: Paolo Tagliavento (ITA) |
| 11 november Vriendschappelijk № 828 «onderlinge duels» 18:30 uur | Goran Pandev 43' Kire Markoski 90+4' |       |           | Telekom Arena, Skopje Toeschouwers: 3.000 Scheidsrechter: Paolo Tagliavento (ITA) |

|                                                                  |                         |       |           |                                                                                           |
| 14 november Vriendschappelijk № 829 «onderlinge duels» 18:00 uur | Slowakije               | 1 – 0 | Noorwegen | Štadión Antona Malatinského, Trnava Toeschouwers: 5.973 Scheidsrechter: Ádam Farkas (HUN) |
| 14 november Vriendschappelijk № 829 «onderlinge duels» 18:00 uur | Stanislav Lobotka 90+3' |       |           | Štadión Antona Malatinského, Trnava Toeschouwers: 5.973 Scheidsrechter: Ádam Farkas (HUN) |

### 2018
|                                                               |                                                                     |       |                    |                                                                                |
| 23 maart Vriendschappelijk № 830 «onderlinge duels» 18:00 uur | Noorwegen                                                           | 4 – 1 | Australië          | Ullevaalstadion, Oslo Toeschouwers: 5.871 Scheidsrechter: Andreas Ekberg (SWE) |
| 23 maart Vriendschappelijk № 830 «onderlinge duels» 18:00 uur | Ola Kamara 36' Tore Reginiussen 48' Ola Kamara 57' Ola Kamara 90+1' |       | 19' Jackson Irvine | Ullevaalstadion, Oslo Toeschouwers: 5.871 Scheidsrechter: Andreas Ekberg (SWE) |

|                                                               |         |                   |           |                                                                                |
| 26 maart Vriendschappelijk № 831 «onderlinge duels» 18:00 uur | Albanië | 0 – 1             | Noorwegen | Elbasan Arena, Elbasan Toeschouwers: 5.000 Scheidsrechter: Fyodor Zammit (MLT) |
| 26 maart Vriendschappelijk № 831 «onderlinge duels» 18:00 uur |         | 70' Sigurd Rosted |           | Elbasan Arena, Elbasan Toeschouwers: 5.000 Scheidsrechter: Fyodor Zammit (MLT) |

|                                                             |                                                    |       |                                                         |                                                                                      |
| 2 juni Vriendschappelijk № 832 «onderlinge duels» 18:00 uur | IJsland                                            | 2 – 3 | Noorwegen                                               | Laugardalsvöllur, Reykjavik Toeschouwers: 9.147 Scheidsrechter: Jonas Eriksson (SWE) |
| 2 juni Vriendschappelijk № 832 «onderlinge duels» 18:00 uur | Alfreð Finnbogason 30' (pen.) Gylfi Sigurðsson 78' |       | 15' Bjørn Johnsen 80' Joshua King 85' Alexander Sørloth | Laugardalsvöllur, Reykjavik Toeschouwers: 9.147 Scheidsrechter: Jonas Eriksson (SWE) |

|                                                             |                |       |        |                                                                                  |
| 6 juni Vriendschappelijk № 833 «onderlinge duels» 18:00 uur | Noorwegen      | 1 – 0 | Panama | Ullevaalstadion, Oslo Toeschouwers: 7.458 Scheidsrechter: Serdar Gözübüyük (NED) |
| 6 juni Vriendschappelijk № 833 «onderlinge duels» 18:00 uur | Joshua King 4' |       |        | Ullevaalstadion, Oslo Toeschouwers: 7.458 Scheidsrechter: Serdar Gözübüyük (NED) |

|                                                                             |                                         |       |        |                                                                               |
| 6 september UEFA Nations League Groep C3 № 834 «onderlinge duels» 20:45 uur | Noorwegen                               | 2 – 0 | Cyprus | Ullevaalstadion, Oslo Toeschouwers: 6.572 Scheidsrechter: István Kovács (ROM) |
| 6 september UEFA Nations League Groep C3 № 834 «onderlinge duels» 20:45 uur | Stefan Johansen 21' Stefan Johansen 43' |       |        | Ullevaalstadion, Oslo Toeschouwers: 6.572 Scheidsrechter: István Kovács (ROM) |

|                                                                             |                      |       |           |                                                                                                  |
| 9 september UEFA Nations League Groep C3 № 835 «onderlinge duels» 18:00 uur | Bulgarije            | 1 – 0 | Noorwegen | Vasil Levski Nationaal Stadion, Sofia Toeschouwers: 7.100 Scheidsrechter: Daniel Stefański (POL) |
| 9 september UEFA Nations League Groep C3 № 835 «onderlinge duels» 18:00 uur | Radoslav Vasilev 59' |       |           | Vasil Levski Nationaal Stadion, Sofia Toeschouwers: 7.100 Scheidsrechter: Daniel Stefański (POL) |

|                                                                            |                           |       |          |                                                                                 |
| 13 oktober UEFA Nations League Groep C3 № 836 «onderlinge duels» 18:00 uur | Noorwegen                 | 1 – 0 | Slovenië | Ullevaalstadion, Oslo Toeschouwers: 14.712 Scheidsrechter: Daniel Siebert (GER) |
| 13 oktober UEFA Nations League Groep C3 № 836 «onderlinge duels» 18:00 uur | Ole Kristian Selnæs 45+5' |       |          | Ullevaalstadion, Oslo Toeschouwers: 14.712 Scheidsrechter: Daniel Siebert (GER) |

|                                                                            |                         |       |           |                                                                             |
| 16 oktober UEFA Nations League Groep C3 № 837 «onderlinge duels» 20:45 uur | Noorwegen               | 1 – 0 | Bulgarije | Ullevaalstadion, Oslo Toeschouwers: 9.523 Scheidsrechter: John Beaton (SCO) |
| 16 oktober UEFA Nations League Groep C3 № 837 «onderlinge duels» 20:45 uur | Mohamed Elyounoussi 31' |       |           | Ullevaalstadion, Oslo Toeschouwers: 9.523 Scheidsrechter: John Beaton (SCO) |

|                                                                             |                    |       |                   |                                                                                   |
| 16 november UEFA Nations League Groep C3 № 838 «onderlinge duels» 20:45 uur | Slovenië           | 1 – 1 | Noorwegen         | Stožicestadion, Ljubljana Toeschouwers: 10.254 Scheidsrechter: Ruddy Buquet (FRA) |
| 16 november UEFA Nations League Groep C3 № 838 «onderlinge duels» 20:45 uur | Benjamin Verbič 9' |       | 85' Bjørn Johnsen | Stožicestadion, Ljubljana Toeschouwers: 10.254 Scheidsrechter: Ruddy Buquet (FRA) |

|                                                                             |        |                               |           |                                                                           |
| 19 november UEFA Nations League Groep C3 № 839 «onderlinge duels» 20:45 uur | Cyprus | 0 – 2                         | Noorwegen | GSP-stadion, Nicosia Toeschouwers: 1.513 Scheidsrechter: István Vad (HUN) |
| 19 november UEFA Nations League Groep C3 № 839 «onderlinge duels» 20:45 uur |        | 36' Ola Kamara 48' Ola Kamara |           | GSP-stadion, Nicosia Toeschouwers: 1.513 Scheidsrechter: István Vad (HUN) |

### 2019
|                                                                     |                                     |       |                        |                                                                                        |
| 23 maart EK-kwalificatie Groep F № 840 «onderlinge duels» 20:45 uur | Spanje                              | 2 – 1 | Noorwegen              | Estadio Mestalla, Valencia Toeschouwers: 39.752 Scheidsrechter: Andris Treimanis (LVA) |
| 23 maart EK-kwalificatie Groep F № 840 «onderlinge duels» 20:45 uur | Rodrigo 16' Sergio Ramos 71' (pen.) |       | 65' (pen.) Joshua King | Estadio Mestalla, Valencia Toeschouwers: 39.752 Scheidsrechter: Andris Treimanis (LVA) |

|                                                                     |                                                    |       |                                                                     |                                                                                  |
| 26 maart EK-kwalificatie Groep F № 841 «onderlinge duels» 20:45 uur | Noorwegen                                          | 3 – 3 | Zweden                                                              | Ullevaalstadion, Oslo Toeschouwers: 23.459 Scheidsrechter: Gianluca Rocchi (ITA) |
| 26 maart EK-kwalificatie Groep F № 841 «onderlinge duels» 20:45 uur | Bjørn Johnsen 41' Joshua King 59' Ola Kamara 90+7' |       | 70' Viktor Claesson 86' (e.d.) Håvard Nordtveit 90+1' Robin Quaison | Ullevaalstadion, Oslo Toeschouwers: 23.459 Scheidsrechter: Gianluca Rocchi (ITA) |

|                                                                   |                                           |       |                                         |                                                                                  |
| 7 juni EK-kwalificatie Groep F № 842 «onderlinge duels» 20:45 uur | Noorwegen                                 | 2 – 2 | Roemenië                                | Ullevaalstadion, Oslo Toeschouwers: 17.664 Scheidsrechter: Sergej Karasjov (RUS) |
| 7 juni EK-kwalificatie Groep F № 842 «onderlinge duels» 20:45 uur | Tarik Elyounoussi 56' Martin Ødegaard 70' |       | 77' Claudiu Keșerü 90+2' Claudiu Keșerü | Ullevaalstadion, Oslo Toeschouwers: 17.664 Scheidsrechter: Sergej Karasjov (RUS) |

|                                                                    |         |                                     |           |                                                                               |
| 10 juni EK-kwalificatie Groep F № 843 «onderlinge duels» 20:45 uur | Faeröer | 0 – 2                               | Noorwegen | Tórsvøllur, Tórshavn Toeschouwers: 3.083 Scheidsrechter: Donatas Rumšas (LTU) |
| 10 juni EK-kwalificatie Groep F № 843 «onderlinge duels» 20:45 uur |         | 49' Bjørn Johnsen 83' Bjørn Johnsen |           | Tórsvøllur, Tórshavn Toeschouwers: 3.083 Scheidsrechter: Donatas Rumšas (LTU) |

|                                                                        |                                           |       |       |                                                                                  |
| 5 september EK-kwalificatie Groep F № 844 «onderlinge duels» 20:45 uur | Noorwegen                                 | 2 – 0 | Malta | Ullevaalstadion, Oslo Toeschouwers: 11.269 Scheidsrechter: Dumitru Muntean (MDA) |
| 5 september EK-kwalificatie Groep F № 844 «onderlinge duels» 20:45 uur | Sander Berge 34' Joshua King 45+1' (pen.) |       |       | Ullevaalstadion, Oslo Toeschouwers: 11.269 Scheidsrechter: Dumitru Muntean (MDA) |

|                                                                        |                   |       |                     |                                                                               |
| 8 september EK-kwalificatie Groep F № 845 «onderlinge duels» 20:45 uur | Zweden            | 1 – 1 | Noorwegen           | Friends Arena, Solna Toeschouwers: 38.372 Scheidsrechter: Slavko Vinčić (SLO) |
| 8 september EK-kwalificatie Groep F № 845 «onderlinge duels» 20:45 uur | Emil Forsberg 45' |       | 60' Stefan Johansen | Friends Arena, Solna Toeschouwers: 38.372 Scheidsrechter: Slavko Vinčić (SLO) |

|                                                                       |                          |       |                 |                                                                                 |
| 12 oktober EK-kwalificatie Groep F № 846 «onderlinge duels» 20:45 uur | Noorwegen                | 1 – 1 | Spanje          | Ullevaalstadion, Oslo Toeschouwers: 25.200 Scheidsrechter: Michael Oliver (ENG) |
| 12 oktober EK-kwalificatie Groep F № 846 «onderlinge duels» 20:45 uur | Joshua King 90+4' (pen.) |       | 47' Saúl Ñíguez | Ullevaalstadion, Oslo Toeschouwers: 25.200 Scheidsrechter: Michael Oliver (ENG) |

|                                                                       |                       |       |                         |                                                                                     |
| 15 oktober EK-kwalificatie Groep F № 847 «onderlinge duels» 20:45 uur | Roemenië              | 1 – 1 | Noorwegen               | Arena Națională, Boekarest Toeschouwers: 29.854 Scheidsrechter: Robert Madden (SCO) |
| 15 oktober EK-kwalificatie Groep F № 847 «onderlinge duels» 20:45 uur | Alexandru Mitriță 62' |       | 90+2' Alexander Sørloth | Arena Națională, Boekarest Toeschouwers: 29.854 Scheidsrechter: Robert Madden (SCO) |

|                                                                        |                                                                                |       |         |                                                                             |
| 15 november EK-kwalificatie Groep F № 848 «onderlinge duels» 18:00 uur | Noorwegen                                                                      | 4 – 0 | Faeröer | Ullevaalstadion, Oslo Toeschouwers: 10.400 Scheidsrechter: Fran Jović (CRO) |
| 15 november EK-kwalificatie Groep F № 848 «onderlinge duels» 18:00 uur | Tore Reginiussen 4' Iver Fossum 8' Alexander Sørloth 62' Alexander Sørloth 65' |       |         | Ullevaalstadion, Oslo Toeschouwers: 10.400 Scheidsrechter: Fran Jović (CRO) |

|                                                                        |                 |       |                                      |                                                                                   |
| 18 november EK-kwalificatie Groep F № 849 «onderlinge duels» 20:45 uur | Malta           | 1 – 2 | Noorwegen                            | Ta' Qalistadion, Ta' Qali Toeschouwers: 2.708 Scheidsrechter: Aliyar Ağayev (AZE) |
| 18 november EK-kwalificatie Groep F № 849 «onderlinge duels» 20:45 uur | Paul Fenech 40' |       | 7' Joshua King 62' Alexander Sørloth | Ta' Qalistadion, Ta' Qali Toeschouwers: 2.708 Scheidsrechter: Aliyar Ağayev (AZE) |

NFF · A-internationals · Selecties · Bondscoaches · Noors vrouwenelftal · Olympisch elftal · Noorwegen U21 · Noorwegen U20 · Noorwegen U19 · Noorwegen U18 · Noorwegen U17 · Noorwegen U16 · Vrouwen U17
1908 – 1919 ·
1920 – 1929 ·
1930 – 1939 ·
1940 – 1949 ·
1950 – 1959 ·
1960 – 1969 ·
1970 – 1979 ·
1980 – 1989 ·
1990 – 1999 ·
2000 – 2009 ·
2010 – 2019 ·
2020 − 2029
EK 2000
WK 1938 ·
WK 1994 ·
WK 1998
OS 1912 · 
OS 1920 · 
OS 1936 · 
OS 1952 · 
OS 1984
1908 ·
1909 ·
1910 ·
1911 ·
1912 · 
1913 · 
1914 · 
1915 · 
1916 · 
1917 · 
1918 · 
1919 · 
1920 · 
1921 · 
1922 · 
1923 · 
1924 · 
1925 · 
1926 · 
1927 · 
1928 · 
1929 · 
1930 · 
1931 · 
1932 · 
1933 · 
1934 · 
1935 · 
1936 · 
1937 · 
1938 · 
1939 · 
1940 – 1944 · 
1945 · 
1946 · 
1947 · 
1948 · 
1949 · 
1950 · 
1952 · 
1952 · 
1953 · 
1954 · 
1955 · 
1956 · 
1957 · 
1958 · 
1959 · 
1960 · 
1961 · 
1962 · 
1963 · 
1964 · 
1965 · 
1966 · 
1967 · 
1968 · 
1969 · 
1970 · 
1971 · 
1972 · 
1973 · 
1974 · 
1975 · 
1976 · 
1977 · 
1978 · 
1979 · 
1980 · 
1981 · 
1982 · 
1983 · 
1984 · 
1985 · 
1986 · 
1987 · 
1988 · 
1989 · 
1990 ·
1991 · 
1992 · 
1993 · 
1994 · 
1995 · 
1996 · 
1997 · 
1998 · 
1999 · 
2000 · 
2001 · 
2002 · 
2003 · 
2004 · 
2005 · 
2006 · 
2007 · 
2008 · 
2009 · 
2010 · 
2011 · 
2012 · 
2013 · 
2014 · 
2015 · 
2016 · 
2017 · 
2018 ·
2019 ·
2020 ·
2021 ·
2022 ·
2023 ·
2024
Albanië ·
Argentinië ·
Armenië ·
Australië ·
Azerbeidzjan ·
Bahrein ·
België ·
Bermuda ·
Bosnië en Herzegovina ·
Brazilië ·
Bulgarije ·
China ·
Colombia ·
Costa Rica ·
Cyprus ·
Denemarken ·
DDR ·
Duitsland ·
Egypte ·
Engeland ·
Estland ·
Faeröer ·
Finland ·
Frankrijk ·
Georgië ·
Ghana ·
Gibraltar ·
Grenada ·
Griekenland ·
Guatemala ·
Honduras ·
Hongarije ·
Hongkong ·
Ierland ·
IJsland ·
Israël ·
Italië ·
Jamaica ·
Japan ·
Joegoslavië ·
Jordanië ·
Kameroen ·
Kazachstan ·
Koeweit ·
Kosovo ·
Kroatië ·
Letland ·
Litouwen ·
Luxemburg ·
Malta ·
Marokko ·
Mexico ·
Moldavië ·
Montenegro ·
Nederland ·
Nieuw-Zeeland ·
Nigeria ·
Noord-Ierland ·
Noord-Korea ·
Noord-Macedonië ·
Oekraïne ·
Oman ·
Oostenrijk ·
Panama ·
Paraguay ·
Polen ·
Portugal ·
Qatar ·
Roemenië ·
Rusland ·
Saarland ·
San Marino ·
Saoedi-Arabië ·
Schotland ·
Senegal ·
Servië ·
Servië en Montenegro ·
Singapore ·
Slovenië ·
Slowakije ·
Sovjet-Unie ·
Spanje ·
Thailand ·
Trinidad en Tobago ·
Tsjechië ·
Tsjecho-Slowakije ·
Tunesië ·
Turkije ·
Uruguay ·
Verenigde Arabische Emiraten ·
Verenigde Staten ·
Verenigd Koninkrijk ·
Wales ·
Wit-Rusland ·
Zuid-Afrika ·
Zuid-Korea ·
Zweden ·
Zwitserland
AFC-zone: Afghanistan · Australië · Bahrein · Bangladesh · Bhutan · Brunei · Cambodja · China · Chinees Taipei · Filipijnen · Guam · Hongkong · India · Indonesië · Iran · Irak · Japan · Jemen · Jordanië · Koeweit · Kirgizië · Laos · Libanon · Macau · Maleisië · Maldiven · Mongolië · Myanmar · Nepal · Noord-Korea · Oezbekistan · Oman · Oost-Timor · Pakistan · Palestina · Qatar · Saoedi-Arabië · Singapore · Sri Lanka · Syrië · Tadjikistan · Thailand · Turkmenistan · Verenigde Arabische Emiraten · Vietnam · Zuid-Korea

CAF-zone: Algerije · Angola · Benin · Botswana · Burkina Faso · Burundi · Centraal-Afrikaanse Republiek · Comoren · Congo-Brazzaville · Congo-Kinshasa · Djibouti · Egypte · Equatoriaal-Guinea · Eritrea · Ethiopië · Gabon · Gambia · Ghana · Guinee · Guinee-Bissau · Ivoorkust · Kaapverdië · Kameroen · Kenia · Lesotho · Liberia · Libië · Madagaskar · Malawi · Mali · Mauritanië · Mauritius · Marokko · Mozambique · Namibië · Niger · Nigeria · Oeganda · Rwanda · Sao Tomé en Principe · Senegal · Seychellen · Sierra Leone · Soedan · Somalië · Swaziland · Tanzania · Togo · Tsjaad · Tunesië · Zambia · Zimbabwe · Zuid-Afrika · Zuid-Soedan 

CONCACAF-zone: Amerikaanse Maagdeneilanden · Anguilla · Antigua en Barbuda · Aruba · Bahama's · Barbados · Belize · Bermuda · Britse Maagdeneilanden · Canada · Kaaimaneilanden · Costa Rica · Cuba · Curaçao · Dominica · Dominicaanse Republiek · El Salvador · Frans Guyana · Grenada · Guadeloupe · Guatemala · Guyana · Haïti · Honduras · Jamaica · Martinique · Mexico · Montserrat · 
Nicaragua · Panama · Puerto Rico · Saint Kitts en Nevis · Saint Lucia · Saint Vincent en de Grenadines · Sint Maarten · Suriname · Trinidad en Tobago · Turks- en Caicoseilanden · Verenigde Staten

CONMEBOL-zone: Argentinië · Bolivia · Brazilië · Chili · Colombia · Ecuador · Paraguay · Peru · Uruguay · Venezuela

OFC-zone: Amerikaans-Samoa · Cookeilanden · Fiji · Nieuw-Caledonië · Nieuw-Zeeland · Papoea-Nieuw-Guinea · Samoa · Salomoneilanden · Tahiti · Tonga · Vanuatu

UEFA-zone: Albanië · Andorra · Armenië · Azerbeidzjan · België · Bosnië en Herzegovina · Bulgarije · Cyprus · Denemarken · Duitsland · Engeland · Estland · Faeröer · Finland · Frankrijk · Georgië · Gibraltar · Griekenland · Hongarije · IJsland · Ierland · Israël · Italië · Kazachstan · Kosovo · Kroatië · Letland · Liechtenstein · Litouwen · Luxemburg · Macedonië · Malta · Moldavië · Montenegro · Nederland · Noord-Ierland · Noorwegen · Oekraïne · Oostenrijk · Polen · Portugal · Roemenië · Rusland · San Marino · Schotland · Servië · Slovenië · Slowakije · Spanje · Tsjechië · Turkije · Wales · Wit-Rusland · Zweden · Zwitserland